# Matijevići (Kula Norinska)
Matijevići falu Horvátországban, Dubrovnik-Neretva megyében. Közigazgatásilag Kula Norinskához tartozik.

## Fekvése
Makarskától légvonalban 55, közúton 69 km-re délkeletre, Pločétól légvonalban 14, közúton 18 km-re keletre, községközpontjától 1 km-re északra, a Kula Norinskát az A1-es autópályával összekötő 62-es számú főút mentén, a Norin-patak partján fekszik. A település felett emelkedik a Bobaj-hegy, mely a Kablin-hegyhez kapcsolódik.

## Története
A térség török uralom végével a 17. század végén 1694 körül népesült be. A lakosság döntően azoktól a betelepülőktől származott, akik a moreai háború idején érkeztek ide Hercegovinából Mate Bebić szerdár vezetése alatt. A lakosság kezdetben a magasan fekvő településeken élt, melyek a Rujnica-hegyen és annak lejtőin feküdtek. A 19. század elején a hegy aljában menő Splitről Dubrovnikra vezető napóleoni út kiépítésével a hegyi falvak népessége kezdte elhagyni ezeket településeket és leköltözött az út mentére, ahol új településeket hozott létre. Ekkor települt be a mai Matijevići is. A településnek 1880-ban 22, 1910-ben 39 lakosa volt. 1918-ban az új szerb-horvát-szlovén állam, majd később Jugoszlávia része lett. A második világháború idején a Független Horvát Állam része volt. A háború után a település szocialista Jugoszláviához került. 1991-től a független Horvát Köztársaság része. 1992-ig közigazgatásilag Metković községhez tartozott. 1993. január 1-jén megalakult Kula Norinska község, melynek Matijevići is a része lett. A településnek 2011-ben 98 lakosa volt, akik a bagalovići plébániához tartoztak.

## Népesség
| Lakosság változása | Lakosság változása | Lakosság változása | Lakosság változása | Lakosság változása | Lakosság változása | Lakosság változása | Lakosság változása | Lakosság változása | Lakosság változása | Lakosság változása | Lakosság változása | Lakosság változása | Lakosság változása | Lakosság változása | Lakosság változása |
| ------------------ | ------------------ | ------------------ | ------------------ | ------------------ | ------------------ | ------------------ | ------------------ | ------------------ | ------------------ | ------------------ | ------------------ | ------------------ | ------------------ | ------------------ | ------------------ |
| 1857               | 1869               | 1880               | 1890               | 1900               | 1910               | 1921               | 1931               | 1948               | 1953               | 1961               | 1971               | 1981               | 1991               | 2001               | 2011               |
| 0                  | 0                  | 22                 | 25                 | 34                 | 39                 | 0                  | 0                  | 67                 | 80                 | 75                 | 75                 | 93                 | 246                | 100                | 98                 |

(1857-ben, 1869-ben, 1921-ben és 1931-ben lakosságát Desnéhez számították.)

## Nevezetességei
A település legrégibb épülete a falu szélétől mintegy háromszáz méterre a Bobaj-hegyen álló Hétfájdalmú Szűzanya kápolna, melyet a 19. század elején építettek. A legenda azt tartja, hogy a kápolnát Joza és Jurka Šprlje építette fogadalomból, mivel nem volt gyermekük. A legenda szerint ezután több egészséges gyermekük is született. A kápolnát 1984-ben a matijevićiek közös erőfeszítéséből újították meg. Ekkor nyerte el mai formáját.

## Sport
A település sportegyesülete a "Norin" evezős egyesület, mely 2006 óta szerepel a maratoni evezős versenyeken. Az egyesület evezőscsapata 2008-ban elnyerte az "Ivan Šprlje" serleget, melyet sportszerű versenyzéséért kapott.

## Fordítás
Ez a szócikk részben vagy egészben  a   Matijevići (Kula Norinska) című horvát Wikipédia-szócikk ezen változatának fordításán alapul.  Az eredeti cikk szerkesztőit annak laptörténete sorolja fel. Ez a jelzés csupán a megfogalmazás eredetét és a szerzői jogokat jelzi, nem szolgál a cikkben szereplő információk forrásmegjelöléseként.